# Samsung Galaxy A51
Samsung Galaxy A51 — смартфон, розроблений Samsung Electronics, що входить до серії Galaxy A. Був анонсований 12 грудня 2019 року разом з Samsung Galaxy A71, а реліз відбувся 16 грудня того ж року.
В Україну смартфон поступив у продаж 17 січня 2020 року.

## Дизайн
Екран виконаний зі скла Corning Gorilla Glass 3. Корпус виконаний з глянцевого пластику.
Знизу знаходяться роз'єм USB-C, динамік, мікрофон та 3.5 мм аудіороз'єм. Зверху розташований другий мікрофон. З лівого боку розташований слот під 2 SIM-картки або 1 SIM-картку і карту пам'яті формату microSD до 512 ГБ у. З правого боку знаходяться кнопки регулювання гучності та кнопка блокування смартфону.
В Україні Samsung Glalaxy A51 продається в 3 кольорах: Блакитна призма, Чорна призма та Біла призма.

## Технічні характеристики

### Апаратне забезпечення

#### Платформа
Смартфон отримав процесор виробництва Samsung Exynos 9611 та графічний процесор Mali-G72 MP3. 

#### Акумулятор
Акумуляторна батарея отримала об'єм 4000 мА·год та підтримку швидкої зарядки на 15 Вт.

#### Камера
Смартфон отримав основну квадрокамеру 48 Мп, f/2.0 (ширококутний) + 12 Мп, f/2.2 (ультраширококутний) + 5 Мп, f/2.4 (макро) + 5 Мп, f/2.2 (сенсор глибини) з фазовим автофокусом та здатністю запису відео в роздільній здатності 4K@30fps. Фронтальна камера отримала роздільність 32 Мп, діафрагму f/2.2 (ширококутний) та здатність запису відео в роздільній здатності 1080p@30fps.

#### Екран
Екран Super AMOLED, 6.5", FullHD+ (2400 × 1080) зі щільністю пікселів 405 ppi, співвідношенням сторін 20:9 та круглим вирізом під фронтальну камеру, що знаходиться зверху в центрі. Також в екран вмонтований сканер відбитку пальця.

#### Пам'ять
Смартфон продається в комплектаціях 4/64, 4/128, 6/128 та 8/128 ГБ. В Україні офіційно продаються версії лише на 4/64 та 6/128 ГБ.

### Програмне забезпечення
Смартфони були випущені на One UI 2.1 на базі Android 10. Були оновлені до One UI 3.1 на базі Android 11

## Історія
Спочатку в грудні 2019 року відбувся анонс та реліз Samsung Galaxy A51 разом з Samsung Galaxy A71. Потім в квітні 2020 року був анонсований 5G варіант смартфону з більшою батареєю на 4500 мА·год, процесором Exynos 980 та трішки зміненим дизайном задньої панелі. У серпні того ж року з'явилася 5G ultra-wideband версія з підтримкою mmWave та процесором Qualcomm Snapdragon 765G. Продається тільки в американського оператора Verizon.